# マーク・クーリエ
マーク・クーリエ（Mark Coulier, 1964年 - ）は、イギリスのメイクアップアーティストである。『ハリー・ポッター』シリーズ、『X-MEN:ファースト・ジェネレーション』、『ハムナプトラ2/黄金のピラミッド』などの特殊メイクを担当した。
『マーガレット・サッチャー 鉄の女の涙』（2011年）でJ・ロイ・ヘランドと共に第84回アカデミー賞メイクアップ賞と第65回英国アカデミー賞メイクアップ&ヘア賞を受賞した。次に『グランド・ブダペスト・ホテル』（2014年）でフランシス・ハノンと共に第87回アカデミー賞メイクアップ&ヘアスタイリング賞を獲得した。

## 主なフィルモグラフィ

### 映画
- ハムナプトラ2/黄金のピラミッド The Mummy Returns (2001)
- ハリー・ポッターと賢者の石 Harry Potter and the Philosopher's Stone (2001)
- リーグ・オブ・レジェンド/時空を超えた戦い The League of Extraordinary Gentlemen (2003)
- ハリー・ポッターと炎のゴブレット Harry Potter and the Goblet of Fire (2005)
- ハリー・ポッターと不死鳥の騎士団 Harry Potter and the Order of the Phoenix (2007)
- ハリー・ポッターと謎のプリンス Harry Potter and the Half-Blood Prince (2009)
- ハリー・ポッターと死の秘宝 PART1 Harry Potter and the Deathly Hallows – Part 1 (2010)
- X-MEN:ファースト・ジェネレーション X-Men: First Class (2011)
- ハリー・ポッターと死の秘宝 PART2 Harry Potter and the Deathly Hallows – Part 2 (2011)
- マーガレット・サッチャー 鉄の女の涙 The Iron Lady (2011)
- ワールド・ウォーZ World War Z (2013)
- ドラキュラZERO Dracula Untold (2014)
- グランド・ブダペスト・ホテル The Grand Budapest Hotel (2014)
- 白鯨との闘い In the Heart of the Sea (2015)
- 007 スペクター Spectre (2015)
- ほんとうのピノッキオ Pinocchio (2019)
- エルヴィス Elvis (2022)

### テレビシリーズ
- 魔術師 MERLIN Merlin (2008-2011)

## 受賞とノミネート
| 賞               | 年   | 部門                            | 作品名                              | 結果       |
| ---------------- | ---- | ------------------------------- | ----------------------------------- | ---------- |
| アカデミー賞     | 2011 | メイクアップ賞                  | マーガレット・サッチャー 鉄の女の涙 | 受賞       |
| アカデミー賞     | 2014 | メイクアップ&ヘアスタイリング賞 | グランド・ブダペスト・ホテル        | 受賞       |
| アカデミー賞     | 2020 | メイクアップ&ヘアスタイリング賞 | ほんとうのピノッキオ                | ノミネート |
| アカデミー賞     | 2022 | メイクアップ&ヘアスタイリング賞 | エルヴィス                          | ノミネート |
| 英国アカデミー賞 | 2011 | メイクアップ&ヘア賞             | マーガレット・サッチャー 鉄の女の涙 | 受賞       |
| 英国アカデミー賞 | 2014 | メイクアップ&ヘア賞             | グランド・ブダペスト・ホテル        | 受賞       |
| 英国アカデミー賞 | 2018 | メイクアップ&ヘア賞             | 僕たちのラストステージ              | ノミネート |
| 英国アカデミー賞 | 2018 | メイクアップ&ヘア賞             | ボヘミアン・ラプソディ              | ノミネート |
| 英国アカデミー賞 | 2020 | メイクアップ&ヘア賞             | ほんとうのピノッキオ                | ノミネート |
| 英国アカデミー賞 | 2022 | メイクアップ&ヘア賞             | エルヴィス                          | 受賞       |